# Toyota 4Runner
Toyota 4Runner – SUV produkowany przez koncern Toyota od 1984 roku, z przeznaczeniem na rynki Stanów Zjednoczonych, Kanady, Meksyku, Arabii Saudyjskiej, Australii i Chile. W Japonii samochód ten sprzedawany jest pod nazwą Toyota Hilux Surf.
Obecnie produkowana jest piąta generacja tego modelu.